# Спецано Пиколо
Спецано Пиколо (итал. Spezzano Piccolo) је насеље у Италији у округу Козенца, региону Калабрија.
Према процени из 2011. у насељу је живело 2013 становника. Насеље се налази на надморској висини од 733 м.

## Становништво
Према резултатима пописа становништва 2011. у општини је живело 2.084 становника.
| 1931. | 1936. | 1951. | 1961. | 1971. | 1981. | 1991. | 2001. | 2011. |
| ----- | ----- | ----- | ----- | ----- | ----- | ----- | ----- | ----- |
| 1.903 | 1.907 | 2.152 | 2.267 | 1.888 | 1.705 | 1.904 | 2.034 | 2.084 |